# Alexandru Mățel
Alexandru Mățel (Constanța, 17 oktober 1989) is een Roemeens voetballer die sinds januari 2015 onder contract staat bij Dinamo Zagreb. Mățel is een verdediger.

## Biografie
Mățel begon zijn voetbalcarrière bij FC Farul Constanța, dat hem van 2007 tot januari 2009 uitleende aan FC Delta Tulcea. In 2010 verhuisde hij naar Astra Giurgiu, waar hij 4,5 seizoenen speelde. Met deze club won hij in 2014 de Roemeense voetbalbeker en werd hij in datzelfde jaar vicelandskampioen. In januari 2015 versierde hij een transfer naar het Kroatische Dinamo Zagreb.
Mățel maakte in 2011 zijn debuut voor Roemenië.

## Erelijst
Astra Giurgiu
- Roemeense beker:

2014
- Roemeense Supercup:

2014
 Dinamo Zagreb
- Kampioen van Kroatië:

2015, 2016, 2018
- Beker van Kroatië:

2015, 2016